# Ampithoe marcuzzii
Ampithoe marcuzzii är en kräftdjursart som beskrevs av Sandro Ruffo 1954. Ampithoe marcuzzii ingår i släktet Ampithoe och familjen Ampithoidae. Inga underarter finns listade i Catalogue of Life.